# Uberto Salvatore d'Asburgo-Lorena
Uberto Salvatore Ranieri Maria Giuseppe Ignazio d'Asburgo-Lorena (Wels, 30 aprile 1894 – Persenbeug, 24 marzo 1971) fu un membro della famiglia imperiale austriaca.

## Biografia

### Origine familiare

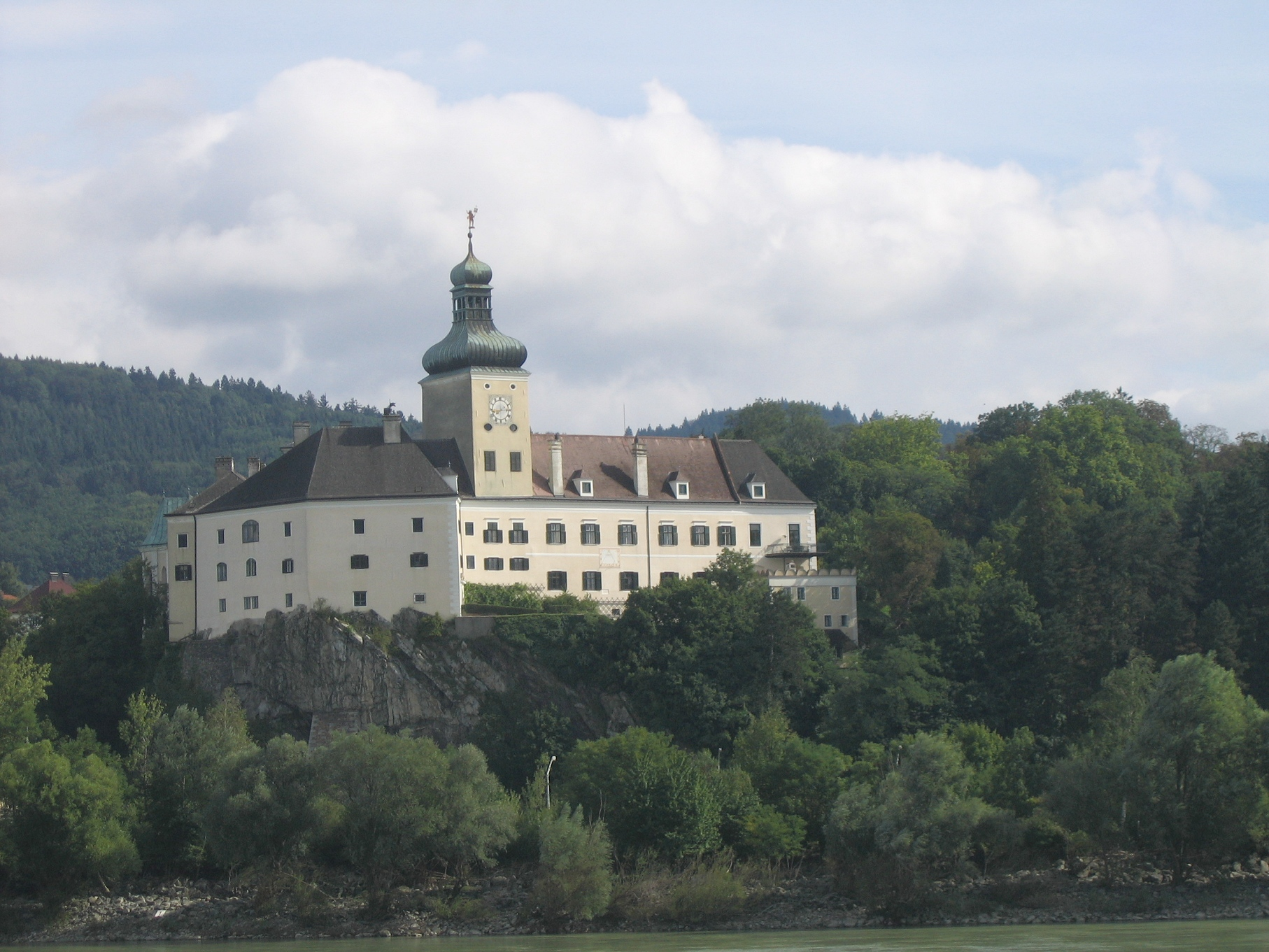
Persenbeug

Umberto Salvatore era il secondo figlio di Francesco Salvatore, figlio di Carlo Salvatore di Toscana e di Maria Immacolata delle Due Sicilie, e dell'arciduchessa Maria Valeria, figlia minore dell'imperatore Francesco Giuseppe e di Elisabetta di Baviera.

### Matrimonio
Umberto Salvatore sposò Rosemary di Salm-Salm, figlia di Alfred Emanuel, principe ereditario di Salm-Salm, e dell'arciduchessa Maria Cristina d'Austria, il 25 novembre 1926 civilmente a Anholt e religiosamente il 26 novembre 1926.
Umberto Salvatore e Rosemary ebbero tredici figli:
- arciduca Federico Salvatore d'Austria (27 novembre 1927 - 26 marzo 1999);
- arciduchessa Agnese Cristina d'Austria (14 dicembre 1928 - 31 agosto 2007);
- arciduchessa Maria Margherita d'Austria (29 gennaio 1930);
- arciduchessa Maria Ludovica d'Austria (31 gennaio 1931 - 17 aprile 1999);
- arciduchessa Maria Adelaide d'Austria (28 luglio 1933);
- arciduchessa Elisabetta Matilde d'Austria (18 marzo 1935 - 9 ottobre 1998);
- arciduca Andrea Salvatore d'Austria (28 aprile 1936);
- arciduchessa Giuseppina Edvige d'Austria (2 settembre 1937);
- arciduchessa Valeria Isabella d'Austria (23 maggio 1941);
- arciduchessa Maria Alberta d'Austria (1º giugno 1944);
- arciduca Markus Emanuele Salvatore d'Austria (2 aprile 1946);
- arciduca Giovanni Massimiliano d'Austria (18 settembre 1947);
- arciduca Michele Salvatore d'Austria (2 maggio 1949).

Durante la prima guerra mondiale prestò servizio come tenente e successivamente come capitano del 4º reggimento dei dragoni. Nel 1914 ricevette l'Ordine del Toson d'oro.

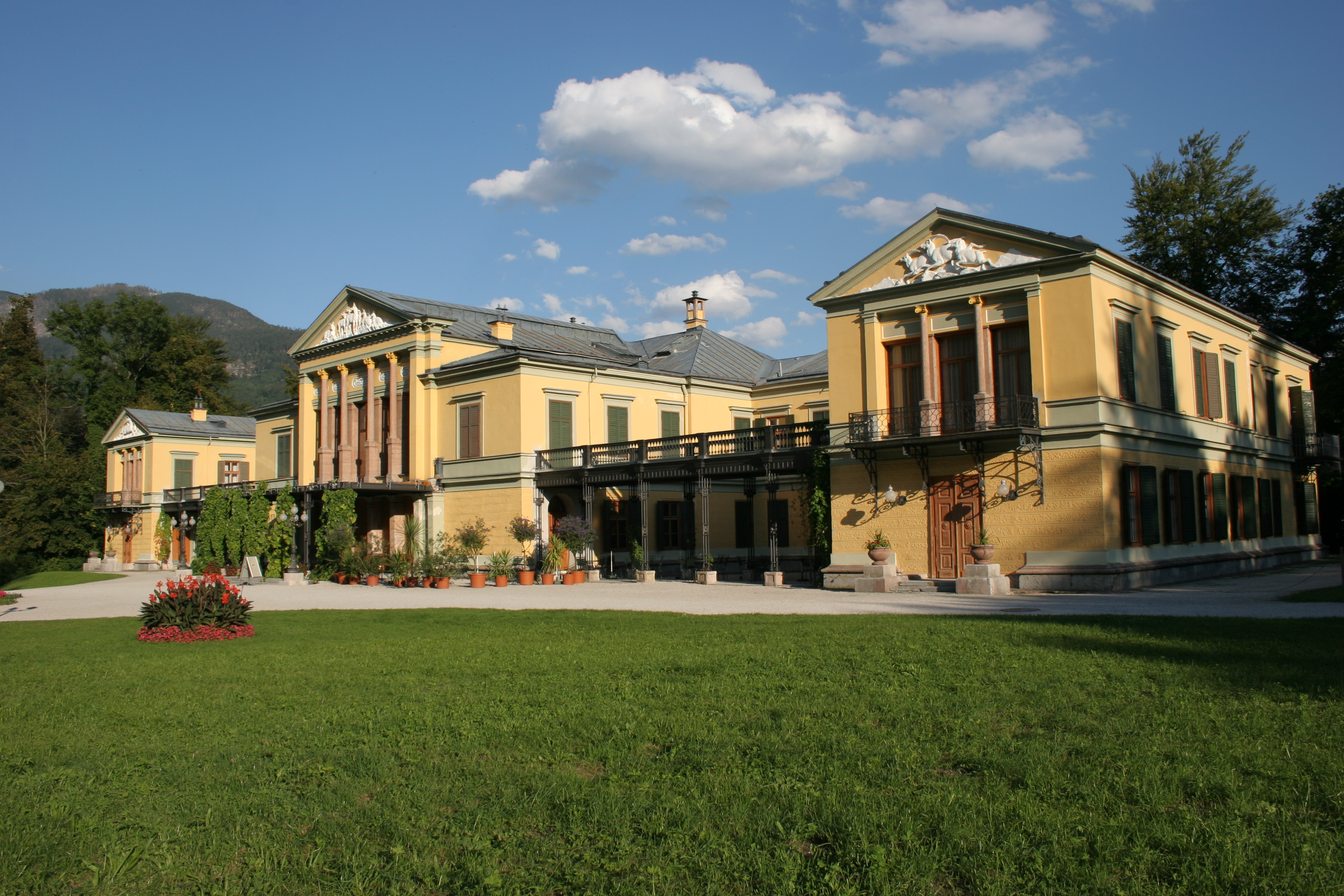
Kaiservilla

Nel 1920 si è laureò presso l'Università di Innsbruck. Nel 1924 ereditò dalla madre la villa imperiale a Bad Ischl.

## Morte
Morì il 24 marzo 1971, a Persenbeug, nella residenza dove aveva vissuto gran parte della sua vita, insieme ad altri otto membri della Casa d'Asburgo.

## Ascendenza
|                                            |                                      |                                          | Genitori                                      |  |  | Nonni |  |  | Bisnonni                  |  |  | Trisnonni                     |  |
|                                            |                                      |                                          |                                               |  |  |       |  |  | 8. Leopoldo II di Toscana |  |  | 16. Ferdinando III di Toscana |  |
|                                            |                                      |                                          |                                               |  |  |       |  |  | 8. Leopoldo II di Toscana |  |  | 16. Ferdinando III di Toscana |  |
|                                            |                                      | 17. Luisa Maria Amalia di Borbone-Napoli |                                               |  |  |       |  |  | 8. Leopoldo II di Toscana |  |  |                               |  |
| 4. Carlo Salvatore d'Asburgo-Lorena        |                                      |                                          |                                               |  |  |       |  |  | 8. Leopoldo II di Toscana |  |  |                               |  |
|                                            |                                      | 9. Maria Antonia di Borbone-Due Sicilie  | 18. Francesco I delle Due Sicilie             |  |  |       |  |  |                           |  |  |                               |  |
|                                            |                                      | 9. Maria Antonia di Borbone-Due Sicilie  | 18. Francesco I delle Due Sicilie             |  |  |       |  |  |                           |  |  |                               |  |
|                                            |                                      | 9. Maria Antonia di Borbone-Due Sicilie  | 19. Maria Isabella di Borbone-Spagna          |  |  |       |  |  |                           |  |  |                               |  |
| 2. Francesco Salvatore d'Asburgo-Lorena    |                                      | 9. Maria Antonia di Borbone-Due Sicilie  |                                               |  |  |       |  |  |                           |  |  |                               |  |
|                                            |                                      | 10. Ferdinando II delle Due Sicilie      | 20. Francesco I delle Due Sicilie (= 18)      |  |  |       |  |  |                           |  |  |                               |  |
|                                            |                                      | 10. Ferdinando II delle Due Sicilie      | 20. Francesco I delle Due Sicilie (= 18)      |  |  |       |  |  |                           |  |  |                               |  |
|                                            |                                      | 10. Ferdinando II delle Due Sicilie      | 21. Maria Isabella di Borbone-Spagna (= 19)   |  |  |       |  |  |                           |  |  |                               |  |
| 5. Maria Immacolata di Borbone-Due Sicilie |                                      | 10. Ferdinando II delle Due Sicilie      |                                               |  |  |       |  |  |                           |  |  |                               |  |
|                                            |                                      | 11. Maria Teresa d'Asburgo-Teschen       | 22. Carlo d'Asburgo-Teschen                   |  |  |       |  |  |                           |  |  |                               |  |
|                                            |                                      | 11. Maria Teresa d'Asburgo-Teschen       | 22. Carlo d'Asburgo-Teschen                   |  |  |       |  |  |                           |  |  |                               |  |
|                                            |                                      | 11. Maria Teresa d'Asburgo-Teschen       | 23. Enrichetta di Nassau-Weilburg             |  |  |       |  |  |                           |  |  |                               |  |
| 1. Uberto Salvatore d'Asburgo-Lorena       |                                      | 11. Maria Teresa d'Asburgo-Teschen       |                                               |  |  |       |  |  |                           |  |  |                               |  |
|                                            | 12. Francesco Carlo d'Asburgo-Lorena | 24. Francesco II d'Asburgo-Lorena        |                                               |  |  |       |  |  |                           |  |  |                               |  |
|                                            | 12. Francesco Carlo d'Asburgo-Lorena | 24. Francesco II d'Asburgo-Lorena        |                                               |  |  |       |  |  |                           |  |  |                               |  |
|                                            | 12. Francesco Carlo d'Asburgo-Lorena | 25. Maria Teresa di Borbone-Due Sicilie  |                                               |  |  |       |  |  |                           |  |  |                               |  |
| 6. Francesco Giuseppe I d'Austria          | 12. Francesco Carlo d'Asburgo-Lorena |                                          |                                               |  |  |       |  |  |                           |  |  |                               |  |
|                                            |                                      | 13. Sofia di Baviera                     | 26. Massimiliano I Giuseppe di Baviera        |  |  |       |  |  |                           |  |  |                               |  |
|                                            |                                      | 13. Sofia di Baviera                     | 26. Massimiliano I Giuseppe di Baviera        |  |  |       |  |  |                           |  |  |                               |  |
|                                            |                                      | 13. Sofia di Baviera                     | 27. Carolina di Baden                         |  |  |       |  |  |                           |  |  |                               |  |
| 3. Maria Valeria d'Asburgo-Lorena          |                                      | 13. Sofia di Baviera                     |                                               |  |  |       |  |  |                           |  |  |                               |  |
|                                            |                                      | 14. Massimiliano Giuseppe in Baviera     | 28. Pio Augusto in Baviera                    |  |  |       |  |  |                           |  |  |                               |  |
|                                            |                                      | 14. Massimiliano Giuseppe in Baviera     | 28. Pio Augusto in Baviera                    |  |  |       |  |  |                           |  |  |                               |  |
|                                            |                                      | 14. Massimiliano Giuseppe in Baviera     | 29. Amalia Luisa di Arenberg                  |  |  |       |  |  |                           |  |  |                               |  |
| 7. Elisabetta di Baviera                   |                                      | 14. Massimiliano Giuseppe in Baviera     |                                               |  |  |       |  |  |                           |  |  |                               |  |
|                                            |                                      | 15. Ludovica di Baviera                  | 30. Massimiliano I Giuseppe di Baviera (= 26) |  |  |       |  |  |                           |  |  |                               |  |
|                                            |                                      | 15. Ludovica di Baviera                  | 30. Massimiliano I Giuseppe di Baviera (= 26) |  |  |       |  |  |                           |  |  |                               |  |
|                                            |                                      | 15. Ludovica di Baviera                  | 31. Carolina di Baden (= 27)                  |  |  |       |  |  |                           |  |  |                               |  |
|                                            |                                      | 15. Ludovica di Baviera                  |                                               |  |  |       |  |  |                           |  |  |                               |  |

## Titoli
- 30 aprile 1894 - 24 marzo 1971: Sua Altezza Imperiale e Reale l'arciduca Umberto Salvatore d'Austria, principe d'Ungheria, Boemia, e Toscana